# Adrian Live — Questa è la storia...
«Adrian Live — Questa è la storia…» (укр. «Адріан наживо — ця історія...») — італійське телешоу-вар'єте співака та кіноактора Адріано Челентано, що транслювалося в прайм-тайм на П'ятому каналі («Canale 5») у 2019 році. Телешоу було прологом авторського пригодницько-фантастичного мультсеріалу Челентано «Адріан».
Перші чотири епізоди телешоу вели різні італійські артисти, серед яких були Ніно Фрассіка, Франческо Скалі і Наталіно Балассо, а наступні п'ять епізодів передачі вів Адріано Челентано. Спочатку він передача транслювалася під назвою «Чекаючи на Адріана» (італ. «Aspettando Adrian») і тривала 30 хвилин, згодом її тривалість була збільшена до 60 хвилин.

## Історія
Перші чотири епізоди цього телешоу-вар'єте під назвою «Чекаючи на Адріана» показувалося на «Canale 5» перед трансляцією кожної серії мультсеріалу «Адріан» з 21 січня по 4 лютого 2019 року, його зйомки проходили у Театрі «Кемплой» у місті Верона, вперше про його вихід було оголошено ще восени 2018 році. Режисером та ідеологом як телешоу, так і мультсеріалу, був співак та кіноактор Адріано Челентано. Хоча деякі чутки у 2016 році повідомляли, що ведучим телешоу буде Паоло Баноліс, в грудні 2018 року стало відомо, що ведучою буде Мішель Хунцікер, за участю численних коміків, таких як Лілло і Грег, Ніно Фрассіка, Франческо Скалі, Тео Теоколі, Наталіно Балассо і Джованні Сторті. Однак, 19 січня 2019 року Хунцікер і Теоколі залишили телешоу з невідомих причин, у зв'язку з цим склад учасників був швидко переписаний.
Адріано Челентано взяв участь в перших двох епізодах телешоу, він з'являвся всього за кілька хвилин до показу мультфільму, ведучи діалог. Під час третього епізоду Челентано не вів промови, він з'явився виключно для виконання двох пісень зі свого старого репертуару («Pregherò» і «Hot Dog Buddy Buddy»). Рейтинг телепереглядів телешоу постійно падав під час кожного наступного випуску. 6 лютого телекомпанія «Mediaset» і студія «Clan Celentano» оголосили, що трансляція і телешоу «Чекаючи на Адріана», і мультсеріалу будуть перервані як мінімум на два тижні через «сезонну хворобу» Адріано Челентано. Проте, після прошестя двох тижнів, телешоу і мультсеріал так і не вийшли в ефір, їхня трансляція була відкладена до осені, формально «через стан здоров'я» співака. Планувалося, що восени мультсеріал буде супроводжуватися справжнім телешоу Челентано, більш структурованим, ніж оригінальне «Чекаючи на Адріана», що мало стати спробою підняти його рейтинг. Телешоу, загалом, отримало негативні оцінки. Журналіст Алессандра Віталі з «La Repubblica» коментувала: 
| «„Багато галасу з нічого“, — доводиться сказати після передачі „Чекаючи на Адріана“, можливо мультфільм („Адріан“) і сподобається публіці не лише тільки іменами від Манари до Пйовані і Черамі, які згадуються в титрах, але поки що там тільки бігають зображення молодого Челентано з широкими грудьми та великими м'язами, а також Клаудія Морі із завидними сідницями, які обвіває вітер».[8] |
Восени 2019 року телешоу і мультсеріал повернулися в ефір, вони так само завжди транслювалися в прайм-тайм на «Canale 5», з 7 листопада по 5 грудня вийшла решта його п'яти запланованих випусків, зі зміненою назвою на «Адріан наживо — ця історія...». Тривалість телешоу була збільшена до 60 хвилин, воно транслювалося наживо, наприкінці кожного випуску виходили епізоди мультсеріалу «Адріан». Челентано збільшив свою присутність на новому телешоу, ставши його ведучим, взявши до уваги вимоги публіки, яка критикувала попередню передачу «Чекаючи на Адріана» через його спорадичні появи на ній та малу кількість виконання пісень. На нове шоу було запрошено багато інших артистів та персоналій, серед яких були: Паоло Боноліс, Карло Конті, Джеррі Скотті, Массімо Джілетті, П'єро К'ямбретті, Лучано Ліґабуе, Джанні Моранді, Б'яджо Антоначчі, Морган, Марко Менгоні й інші. Окрім ведення діалогів, Челентано збільшив музичну складову нового телешоу: крім ведення діалогів з запрошеними артистами, він виконав більше двох десятків своїх одних з найвідоміших пісень з репертуару різних років, декотрі я з яких він співав в дуеті з Лігабуе, Моранді, Морганом, Антоначчі і Менгоні.
Незважаючи на спроби «Mediaset» підвищити рейтинги останніх п'яти епізодів телешоу і мультсеріалу, їхня критика тривала. Публіцист Луїджі Креспі писав в «Huffington Post»: 

| «Цього разу страх перед новизною призвів його (Адріано) до помилки. Намагаючись змінитися за будь-яку ціну, він втратив свою ідентичність, свою впізнаваність, свою унікальність. Сподіваюся помилково, а не свідомо, роздутий продукт, про який прогуділи всі вуха, неодноразово був відкинутий публікою. І все це назважаючи на те, що були задіяні потужні сили сьогоднішнього телебачення, незважаючи на зменшення ролі комічного та інші зміни в порівнянні з оригінальним форматом, який був справжнім провалом».[9] |

## Суперечки
Мультсеріал «Адріан» став предметом спору ще до того, як був показаний через відхід, за два дні до його старту, деяких запланованих ведучих телешоу «Чекаючи на Адріана», таких як Мішель Хунцікер і Тео Теоколі, скоріше за все, через розбіжності з Челентано щодо структури програми (спочатку навіть поширилися помилкові новини про те, що Челентано покинув шоу). Крім цього, перший епізод закінчився приблизно на годину раніше від спочатку запланованого часу, що змусило компанію «Mediaset» до швидкої зміни програми.

## Телерейтинг
Рейтинг телепеглядів цього телешоу були дещо вище ніж у мультсеріалу «Адріан», вони становили 21,92 %-8,92 % (1-4 епізоди) і 15,41 %-11,80 % (5-9 епізоди), тоді як рейтинги телепереглядів мультсеріалу складали: 19,07 %-7,66 % (1-4 епізоди) і 10.44 %-8,90 % (5-9 епізоди) — що вважається провалом.

## Епізоди

### Aspettando Adrian
Тривалість шоу варіювалася, але в будь-якому випадку вона становилша менше години: перший епізод був показаний з 21:40 до 22:10 години, другій — з 21:40 до 22:20, а третій — з 21:50 до 22:40.
| Епізод | Дата          | Учасники                                                                                           | Пісні                         | Телеглядачі | Відсоток | Джерело |
| ------ | ------------- | -------------------------------------------------------------------------------------------------- | ----------------------------- | ----------- | -------- | ------- |
| 1      | 21 січня 2019 | Ніно Фрассіка, Франческо Скалі, Наталіно Балассо                                                   | N/A                           | 5.997.000   | 21,92 %  | [ 14 ]  |
| 2      | 22 січня 2019 | Ніно Фрассіка, Франческо Скалі, Наталіно Балассо, Джованні Сторті                                  | N/A                           | 3.965.000   | 15,00 %  | [ 15 ]  |
| 3      | 28 січня 2019 | Ніно Фрассіка, Франческо Скалі, Наталіно Балассо, Джованні Сторті, Іленія Пастореллі               | Pregherò, Hot Dog Buddy Buddy | 3.029.000   | 11,87 %  | [ 16 ]  |
| 4      | 4 лютого 2019 | Ніно Фрассіка, Франческо Скалі, Наталіно Балассо, Джованні Сторті, Іленія Пастореллі, Макс Тортора | N/A                           | 2.295.000   | 8,92 %   | [ 17 ]  |

### Adrian Live— Questa è la storia…
Тривалість шоу становила трохи більше години, воно транслювалося з 21:35/21:40 до 22:45 години. Програма була представлена фіксованим акторським складом, серед яких були Іленія Пастореллі і Алессіо Боні (останній представляв кожен епізод мультсеріалу з докладним монологом), починаючи з другого епізоду це робив дует коміків Джіджі і Росс.
| Епізод | Дата              | Учасники                                                                                                   | Пісні | Телеглядачі | Відсоток | Джерело |
| ------ | ----------------- | --- | --- | ----------- | -------- | ------- |
| 5      | 7 листопада 2019  | Паоло Боноліс, Карло Конті, Джеррі Скотті, Массімо Джілетті, П'єро К'ямбретті, i Legnanesi, Лучано Ліґабуе | La pubblica ottusità, Minnie the Moocher, Questo vecchio pazzo mondo (з Лучано Лігабуе) | 3.869.000   | 15,41 %  | [ 18 ]  |
| 6      | 14 листопада 2019 | Марія Де Філіппі, Джанні Моранді, Брунорі Сас                                                              | Una carezza in un pugno, Rip It Up, Il ragazzo della via Gluck, Ti penso e cambia il mondo (з Джанні Моранді), Pregherò (з Джанні Моранді), Azzurro (з Джанні Моранді і Марія Де Філіппі), Al di là dell'amore (Брунорі Сас) | 3.439.000   | 13,71 %  | [ 19 ]  |
| 7      | 21 листопада 2019 | Б'яджо Антоначчі, Андреа Сканці, П'єрлуїджі Баттіста, Джанні Ріотта                                        | Storia d'amore, Soli, Ready Teddy, Mio fratello (з Б'яджо Антоначчі), Rip It Up, Ci siamo capiti male (Б'яджо Антоначчі) | 3.354.000   | 14,05 %  | [ 20 ]  |
| 8      | 28 листопада 2019 | Морган, Франческа Фіальдіні, К'яра Джелоні, Лука Соммі                                                     | Mondo in mi 7ª, Shake, Rattle and Roll, L'emozione non ha voce, Un bimbo sul leone (з Морганом), Conto su di te (Морган), Un albero di trenta piani, Rip It Up                                                               | 2.695.000   | 11,11 %  | [ 21 ]  |
| 9      | 5 грудня 2019     | Марко Менгоні                                                                                              | Попурі: Tu scendi dalle stelle і Il forestiero, La casa azul (з Марко Менгоні), Si è spento il sole (з Марко Менгоні) | 2.909.000   | 11,80 %  | [ 22 ]  |